# Arseek
Arseek, jedno od plemena Indijanaca porodice Algonquian koje je 1608. obitavalo u blizini Nanticoka, Sarapinagha i Nausea s kojima su pripadali plemenskom savezu Nanticoke (vidi Smith Hist., Va. 1 ,175, repr. 1885.) Na Smithovoj karti Arseeki nisu označeni, ali ovi njihovi susjedi živjeli su uz rijeku Nanticoke u okrugu Dorchester ili Wicomico u Marylandu.

## Vanjske poveznice
- Nanticoke Indian Tribal History
- The Nanticoke  Arhivirana inačica izvorne stranice od 21. studenoga 2008. (Wayback Machine)